# جتالجة
جتالجة (بالتركية: Çatalca)‏ بلدية تقع إدارياً ضمن إسطنبول في تركيا. ويبلغ عدد سكانها 72,966 نسمة حسب تعداد 2018.

## وصلات خارجية
- الموقع الرسمي